# Trafohäusle (Reimlingen)

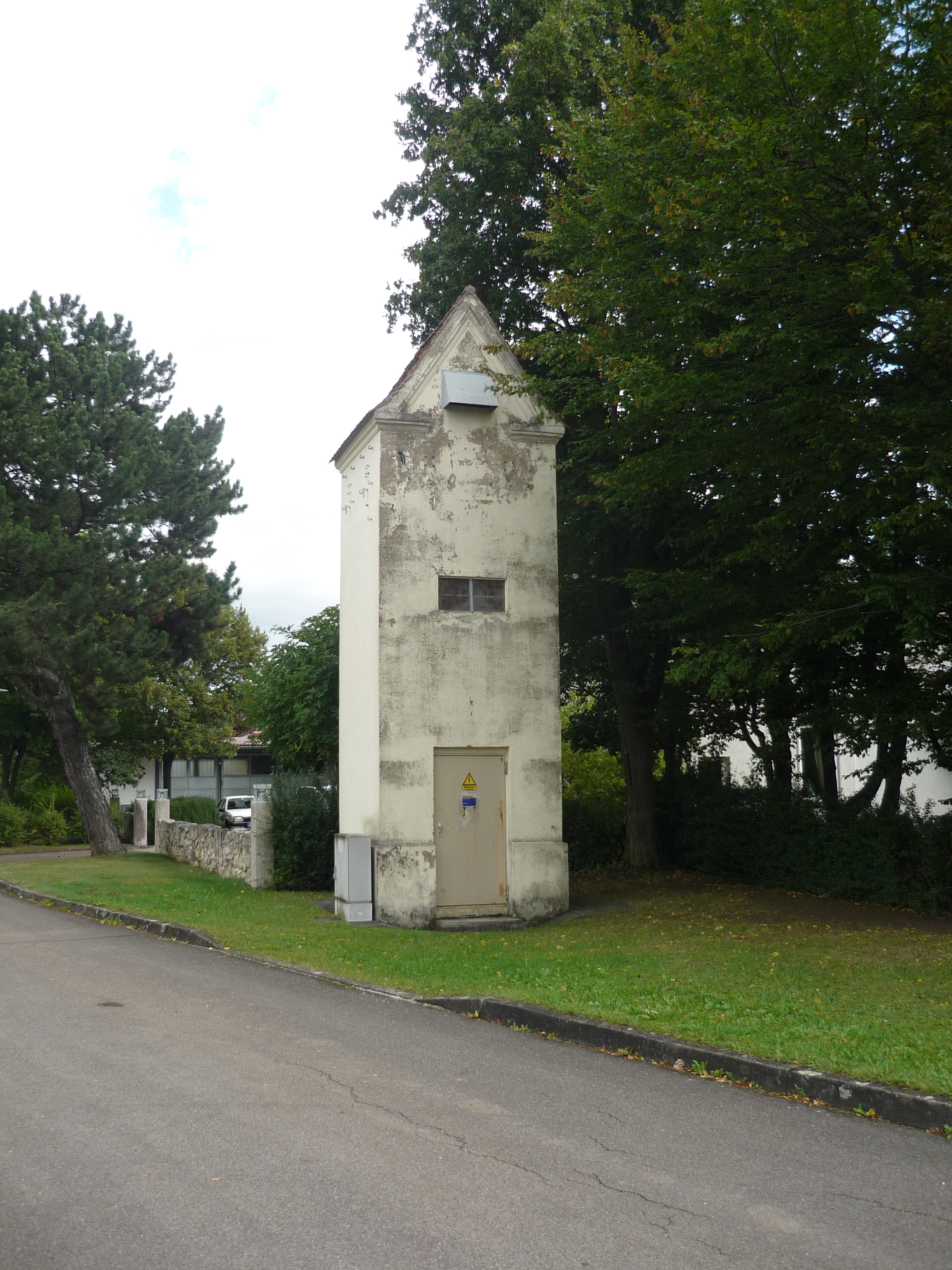
Trafohäusle

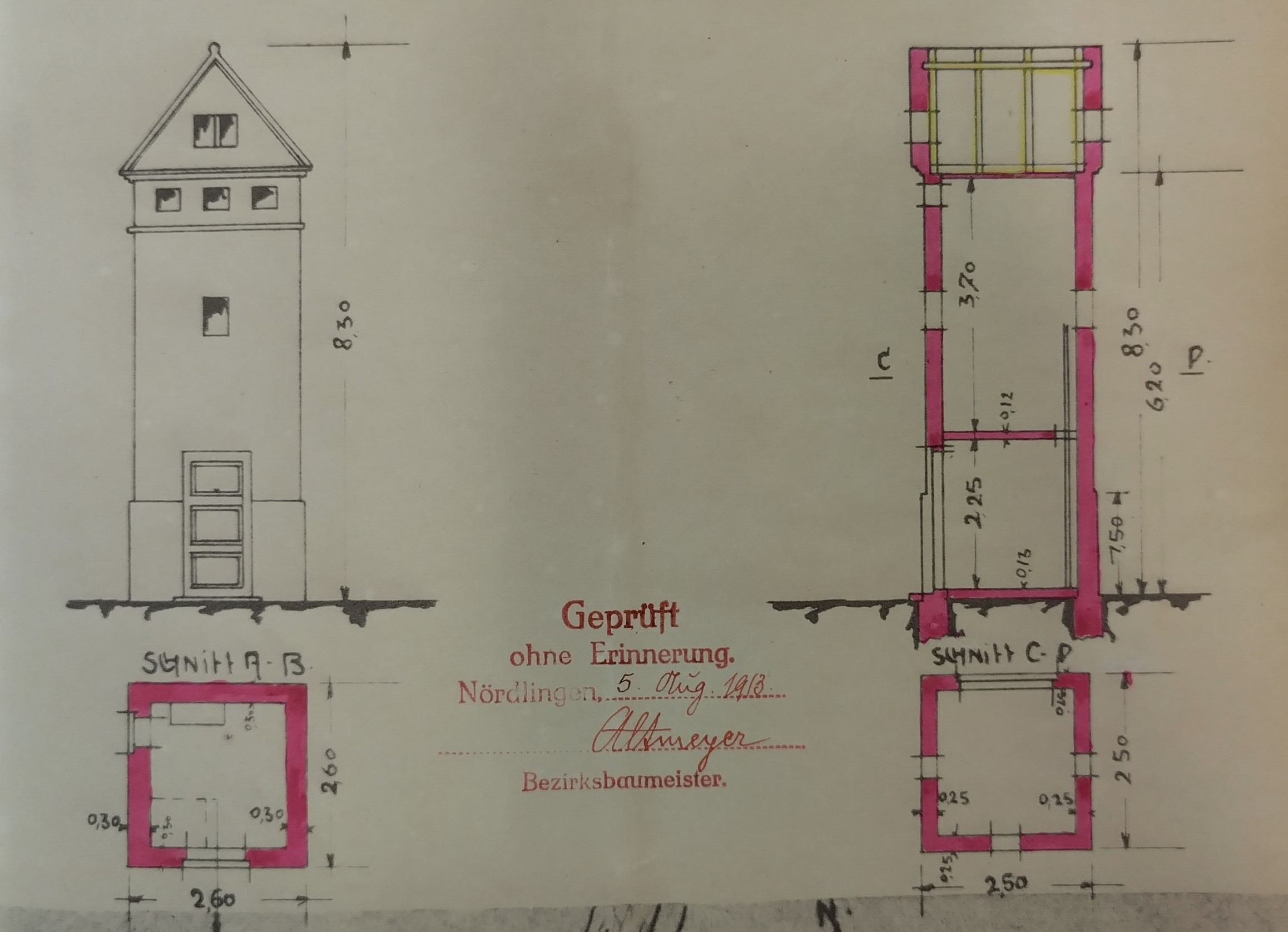
Bauplan des Reimlinger Trafohäusle von 1913

Das sogenannte Trafohäusle ist ein ehemaliges Transformatorenhaus in Reimlingen (Lkr. Donau-Ries). Seit 2023 ist es ein eingetragenes Baudenkmal.
Das Trafohäusle wurde gemäß der im Augsburger Staatsarchiv erhaltenen Pläne 1913 unter dem Einfluss der Heimatschutzbewegung erbaut und ist ein Beispiel für lokaltypische Bauweise infrastruktureller Zweckbauten im frühen 20. Jahrhundert. Insbesondere das steile Satteldach und die profilierten Gesimse an Traufe und Ortgang, die an beiden Giebeln einen Traufknoten ausbilden, sind typisch für die Bautradition der Rieser Bauernhäuser.
Nachdem 2021/22 eine neue, kleinere Trafostation in direkter Nachbarschaft aufgestellt worden war, wurde zunächst geplant, das seiner Nutzung entzogene Trafohäusle abzubrechen. Durch bürgerliches Engagement konnte dieser Abbruch jedoch verhindert und das Objekt als denkmalwert erkannt werden. Im Jahr 2023 erfolgte schließlich die Eintragung als Baudenkmal in die Bayerische Denkmalliste.